# Ceratozamia norstogii
Ceratozamia norstogii D.W.Stev., 1982 è una pianta appartenente alla famiglia delle Zamiaceae, endemica del Chiapas (Messico).

## Descrizione
È una cicade pachicaule con fusto in parte sotterraneo, non ramificato, lungo 15–130 cm.
Le foglie, da 5 a 15, arcuate, lunghe 70–135 cm, sono disposte a corona all'apice del fusto e sono sorrette da un picciolo lungo 10–40 cm, armato di piccole spine; sono composte da 33-65 paia di foglioline lanceolate, lunghe 23–37 cm e larghe 3–10 mm, arcuate,di consistenza coriacea, prive di venatura centrale, inserite su un rachide con asse spiraliforme.
È una specie dioica, che presenta coni maschili conici, giallo-verdastri, lunghi 25–36 cm, peduncolati, con microsporofilli lunghi 11–14 mm, e coni femminili cilindrici, verde-brunastri, lunghi 21–37 cm e larghi 9–13 cm, con macrosporofilli grossolanamente esagonali, lunghi 4–5 cm; sia gli sporofilli maschili che quelli femminili presentano all'apice le caratteristiche protuberanze cornee tipiche del genere Ceratozamia.
I semi sono ovoidali, lunghi 24–29 mm, ricoperti da un tegumento di colore inizialmente bianco-crema, che diviene bruno a maturità.
Il numero cromosomico è 2n = 16.

## Distribuzione e habitat
Questa specie è un endemismo della Sierra Madre de Chiapas, negli stati messicani del Chiapas e di Oaxaca. Il suo habitat tipico sono le foreste di querce.

## Tassonomia
Assieme a C.alvarezii e C.mirandae forma il Ceratozamia norstogii species complex, un gruppo di specie con caratteristiche simili, diffuse nella Sierra Madre de Chiapas.

## Conservazione
La IUCN Red List classifica C. norstogii come specie in pericolo di estinzione (Endangered).
La specie è inserita nella Appendice I della Convention on International Trade of Endangered Species (CITES)